# Vias
Vias là một xã trong vùng Occitanie, thuộc tỉnh Hérault, quận Béziers, tổng Agde. Vias nằm trên độ cao trung bình là 5 mét trên mực nước biển, có điểm thấp nhất là 0 mét và điểm cao nhất là 33 mét. Xã có diện tích 32,49 km², dân số vào thời điểm 1999 là 4354 người; mật độ dân số là 134 người/km². Thuộc trong Vias là cảng hàng không địa phương Béziers-Agde-Vias.

## Thông tin nhân khẩu
| 1962 | 1968 | 1975 | 1982 | 1990 | 1999 |
| ---- | ---- | ---- | ---- | ---- | ---- |
| 2216 | 2364 | 2582 | 2934 | 3517 | 4354 |